# Mikulandská
Mikulandská ulice (dle Jüttnerova plánu Prahy [1816] Nikolandská ulice, v němčině [1791, 1842 ad.] Nikolander Gasse) se nachází na území městské části Praha 1, v městské čtvrti a katastrálním území Nové Město. Ulice sousedí na jedné straně s Národní třídou a na druhé straně s příčně vedenou Ostrovní ulicí. 

## Historie
Brzy po vytyčení Nového Města se sem začali stěhovat měšťané, jejich domy jsou zaznamenávány průběžně od 70. let 14. století. V 15. stoleté se ulice nazývala Pasířská, v 17. století podle panských domů Malá Panská a dále Nikolandská.  Název odkazuje zřejmě na majitele jednoho z domů v ulici, který se jmenoval Mikuláš. Dlouhá je cca 120 m a je zde 10 domů.
V podloubí Schirdingovského paláce na rohu Národní a Mikulandské ulice se odehrála 17. listopadu 1989 nejbrutálnější část policejního zásahu, který odstartoval Sametovou revoluci.
Dne 17. července 2018 se v průběhu stavebních prací zřítila část segmentových cihlových kleneb ve třech podlažích chodbového traktu domu Mikulandská 5, čp. 134/II. Kvůli tomuto incidentu byla uzavřena celá ulice i část Národní třídy. Na místě zasahovaly všechny složky integrovaného záchranného systému.

## Budovy a instituce
západní strana
- Drn, moderní polyfunkční objekt na rohu ulic Národní a Mikulandské, vchod z Národní třídy
- Schönkirchovský palác čp. 135/II, Mikulandská 7. Řadový barokní palác s rokokovou fasádou dal postavit hrabě František Josef ze Schönkirchu v letech 1729-1734, prvním majitelem byl Albrecht Schönkirch, svobodný pán ze Schönkirchu. Později nazýván také Nostický. Dům byl počátkem 20. století zvýšen o jedno patro. V letech 1931–1949 část sloužila Umělecké a aukční síni Václava Hořejše. Nyní v 1. patře sídlí Galerie Zdeňka Sklenáře[4]. Naposledy byl dům částečně rekonstruován do roku 2017 v návaznosti na výstavbu sousedního Drnu.[5] Ve dvoře je restaurace a uprostřed stojí kovová plastika stromu.
- Budova Technologického centra Vysoké školy uměleckoprůmyslové,  čp. 134/II Mikulandská 5 - čtyřpodlažní novorenesanční objekt bývalé německé státní reálné školy z let 1890-1893 (navrhl a postavil arch. Václav Nekvasil) v letech 2017-2021 byla podle projektu kolektivu architektů a designérů - pedagogů UMPRUM zásadně přestavěna . Všechny stěny a patra interiérů byly vybourány, zůstala pouze fasáda do ulice. Budova má uvnitř atrium a většinou skleněné stěny, byla zvýšena o  páté patro a plochou vyhlídkovou terasu, čímž se zvedla nad střechy okolních domů, ale zůstala o jedno patro níže než nárožní DRN.  Před tím zde byla první státní německá reálka v Praze,[6]  po ní Základní škola Brána jazyků a Národní pedagogická knihovna J. A. Komenského.
- Rohový dům čp. 132/II, Mikulandská 1/Ostrovní 17, novobarokní nájemní dům z roku 1897, na portálu malba madony s Ježíškem; v přízemí sídlí knihkupectví Ostrov[7]

Východní strana
- Kralovický dům čp. 123/I, Mikulandská 2/ Ostrovní 19, rohový klasicistní dům
- Nájemní dům čp. 122/II Na Studenci, Mikulandská 4; dvě pamětní desky na fasádě připomínají, že zde generál Josef Bílý v březnu roku 1939 založil vojenskou odbojovou skupinu Obrana národa, její členové včetně zakladatele byli nacisty popraveni. 
  - Grishko, dodavatel baletního a tanečního oblečení, Mikulandská 4
- Dům čp. 121/II Mikulandská 6, barokní dům, s novobarokní fasádou od Arnošta Jenšovského[8]
- Dům čp. 122/II U dvou zlatých lvů  barokní dům s klasicistní fasádou, Mikulandská 8, v přízemí v letech 1992-2017  sídlily Pražské starožitnosti Zdeňka Uhlíře, nyní Art kabinet Zika[9]
- Dům čp. 119/II Mikulandská 10, klasicistní Kaňkův nájemní dům, na portálu mramorová kartuše s nápisem ALDES FUND Dr. J. Kanka; na fasádě pamětní deska MUDr. Jana Maye, v přízemí  Království hodin (prodejna a opravna starožitných kapesních a náramkových hodinek)
- Schirdingovský palác čp. 118/II, nárožní: Mikulandská 12/Národní 16, sídlo Advokátní komory